# Lee Godie
Lee Godie (geboren als Jamot Emily Godee; 1. September 1908 in Chicago; gestorben 2. März 1994 in Plato Center, Illinois) war  eine amerikanische autodidaktische Künstlerin, die in den späten 1960er Jahren bis etwa Anfang der 1990er Jahre in Chicago tätig war. Sie war eine produktive Künstlerin der Outsider Art, die für ihre Gemälde und modifizierten Fotos bekannt war, die in Galerien und Museen wie der Hayward Gallery in London und dem Smithsonian American Art Museum ausgestellt wurden. Sie wird oft als Chicagos meistgesammelte Künstlerin angesehen.

## Leben
Godie wurde in Chicago geboren. Sie und ihre zehn Geschwister wuchsen in einem Christian Science Haushalt auf. Ihre Familie lebte in einem kleinen Haus auf der Northwest Side; sie schlief mit ihren Schwestern auf dem Dachboden. Im Jahr 1933 heiratete sie George Hathaway, einen Dampfschlosser, mit dem sie drei Kinder hatte; ein Sohn starb im Alter von 18 Monaten an einer Lungenentzündung, und eine Tochter starb im Alter von 7 Jahren an Diphtherie. Zum zweiten Mal heiratete sie 1948 Austin Benson, zog in der Hoffnung, dass ihr Mann sie bei ihrer Gesangskarriere fördern würde, zu ihm nach Tacoma. Statt einer Gesangskarriere wurde sie erneut schwanger und arbeitete auf seiner Hühnerfarm. Kurz darauf lief sie weg und ließ ihre Familie für immer im Stich. Sie veränderte ihr Leben und erfand sich als Künstlerin in Chicago neu. Godie blieb fast 30 Jahre lang in der Innenstadt von Chicago und wurde in dieser Zeit zu einer Facette des sozialen Milieus. Sie lebte auf der Straße, schlief im Freien, auch bei Minusgraden oder in Übergangshotels. Man sah sie „auf einer Betonbank... mit ihrer großen schwarzen Mappe in der Hand“. Sie lebte offenbar freiwillig im Freien, denn sie hatte viel Geld gespart, doch sie schien es nicht zu mögen, drinnen zu sein.
Godie hatte einen einzigartigen Modestil und trug verschiedene Stoffbahnen, die sie um sich herum wickelte, oder Pelzmäntel, die aus verschiedenen Teilen zusammengesetzt waren. Sie nutzte auch ihre Farben, um ihr Aussehen zu verändern, indem sie „große orangefarbene Kreise auf jede Wange“ und aufgemalten Lidschatten malte.
Ein Artikel über Godie im Wall Street Journal machte eine ihrer Töchter, Bonnie Blank, darauf aufmerksam, wo sie lebte. Blank hatte ihre Mutter nicht mehr gesehen, seit sie drei Jahre alt war. Als Godie ihre Tochter kennenlernte, bestand sie darauf, dass Blank Kunstunterricht erhielt, den sie selbst erteilte. 1991 erhielt Blank die Vormundschaft für ihre an Demenz erkrankte Mutter und zog mit ihr zurück nach Plato Center, Illinois, wo ihre Mutter in einem Pflegeheim bis zu ihrem Tod im Jahr 1994 lebte.

## Werk
Ab 1968 konnte man Godie auf den Stufen des Art Institute of Chicago sehen, wo sie ihre Kunst an Passanten verkaufte. Später zog sie nach einer Meinungsverschiedenheit mit einem Kurator an einen Ort in der North Side von Chicago. Sie lebte und arbeitete hauptsächlich in Chicagos Stadtteilen Downtown Loop und Gold Coast.
Godie, die sich selbst als französische Impressionistin bezeichnete, hielt ihr Werk für ebenso bedeutend wie das von Paul Cézanne. Sie war sehr wählerisch, an wen sie ihre Werke verkaufte und sogar mit wem sie sprach, denn sie zog es vor, mit „Künstlern“ zu verkehren. Sie würde ihre Arbeit nur an diejenigen verkaufen oder preisgeben, die sie mochte. und sie bezog Darbietungen wie Gesang und Tanz in den Prozess des Verkaufs und der Herstellung ihrer Kunst ein. Die Transaktion des Kaufs ihrer Kunst wurde von Godie als „Teil der Magie, sogar als Teil der Kunst selbst betrachtet“.
Godies Gemälde entstanden in einer Vielzahl von Medien, darunter Aquarell, Bleistift, Tempera, Kugelschreiber und Kreide, und auf einer Reihe von Untergründen wie Leinwand, Plakatkarton, Papierbögen und ausrangierten Fensterläden. Einige ihrer Werke bestanden aus mehreren Teilen, die in der Art eines Triptychons oder Buches zusammengefügt waren. Am häufigsten malte Godie weibliche Büsten, die sie als „Ausdruck der Schönheit“ empfand. Ihre Porträts waren oft persönlich. Sie zeichnete sich selbst, Freunde, Passanten und berühmte Persönlichkeiten. Sie schuf auch archetypische Figuren, teils als kulturelle Ikone, teils als persönliche Symbolik. Der Künstler und Designredakteur der Chicago Tribune, David Syrek, sagt: „Lees Gemälde haben eine Intensität, die man in vielen Außenseiterkunstwerken nicht findet.“ Der Kunstkritiker Dennis Adrian bezeichnete ihr Werk als kühn und stark.
Zu den Kunstwerken, die Godie geschaffen hat, gehören auch die Schwarz-Weiß-Schnappschüsse aus Fotoautomaten, die sie in verschiedenen Verkleidungen von sich selbst gemacht hat. Godie begann in den 1970er Jahren mit der Arbeit an diesen Bildern. Sie nahm diese Fotos und verschönerte bestimmte Teile davon, indem sie ihre Lippen oder Nägel färbte oder dunklere Augenbrauen aufmalte. Ihre Fotografien werden oft als ihre „angesehensten, erfinderischsten Arbeiten“ bezeichnet. Sie kleidete sich für jedes Foto anders und fügte Farbe und Worte hinzu oder löschte Teile der Fotos. Ralph Rugoff, Direktor der Hayward Gallery in London, sagt über ihre Fotografien: „Diese Bilder sind auf mehreren Ebenen sehr kraftvoll. Sie sind genauso fesselnd wie die Werke eines jeden ausgebildeten Fotografen.“
Godies Werke wurden in zahlreichen Ausstellungen gezeigt. Zwischen dem 13. November 1993 und dem 16. Januar 1994 wurde eine Ausstellung mit dem Titel „Artist Lee Godie: A Twenty-Year Retrospective“ (Zwanzig-Jahres-Retrospektive) im Chicago Cultural Center gezeigt, die von Michael Bonesteel kuratiert wurde, der den Artikel „Lee Godie“ in der Zeitschrift Raw Vision schrieb. Vom 12. September 2008 bis zum 3. Januar 2009 wurde eine Ausstellung mit über 100 Werken von Lee Godie unter dem Titel Finding Beauty: The Art of Lee Godie im Intuit: The Center for Intuitive and Outsider Art ausgestellt. Ihre Werke sind in den ständigen Sammlungen des American Folk Art Museum in New York City, des Milwaukee Art Museum, des Arkansas Arts Center, des Smithsonian American Art Museum und des Museum of Contemporary Art in Chicago zu finden.